# グレイゾーン
『グレイゾーン』は、2004年2月4日に発売されたRHYMESTER3枚目のスタジオ・アルバムである。発売元はNeOSITE（Ki/oon Records）。初めて国外（ニューヨーク）でマスタリングを行った作品。マスタリングエンジニアはトムコイン(Tom Coyne)。
アルバムタイトルのグレイゾーンには、自分達にどうしてもレッテルを貼るのであればグレイゾーンを使ってほしいという意味が込められている。

## 収録曲
1. スタンバイ・チューン
Produced by Mr. Drunk
(作詞：S.Sasaki, D.Sakama / 作曲：D.Sakama)
2. Rhymester 曰く、
Produced by Mr. Drunk
(作詞：S.Sasaki, D.Sakama / 作曲：D.Sakama)
3. 現金に体を張れ
Produced by Mr. Drunk
(作詞：S.Sasaki, D.Sakama / 作曲：D.Sakama)
  - 5thシングル。
4. JIN's ROOM (CM)
Produced by DJ JIN
(作曲：J.Yamamoto, John Klemmer)
5. ザ・グレート・アマチュアリズム
Produced by Mr. Drunk
(作詞：S.Sasaki, D.Sakama, J.Yamamoto / 作曲：D.Sakama, 竹内朋康)
  - 6thシングル。
6. だから私は酒を呑む
Produced by Mr. Drunk
(作詞：S.Sasaki, D.Sakama / 作曲：D.Sakama)
7. 911エブリデイ
Produced by Mr. Drunk
(作詞：S.Sasaki, D.Sakama / 作曲：D.Sakama)
  - 6thシングル「ザ・グレート・アマチュアリズム」収録曲。
8. フォロー・ザ・リーダー
Produced by DJ JIN
(作詞：S.Sasaki, D.Sakama / 作曲：J.Yamamoto)
9. BIG MOUTH
Produced by DJ JIN
(作詞：S.Sasaki, D.Sakama / 作曲：J.Yamamoto)
10. スロー・ラーナー
Produced by DJ JIN
(作詞：S.Sasaki, D.Sakama / 作曲：J.Yamamoto)
11. お　ぼ　え　て　い　な　い
Produced by DJ JIN
(作詞：S.Sasaki, D.Sakama / 作曲：J.Yamamoto)
12. 4'13”
Produced by DJ JIN
(作詞：S.Sasaki, D.Sakama / 作曲：J.Yamamoto)
13. グレイゾーン
Produced by Mr. Drunk
(作詞：S.Sasaki, D.Sakama / 作曲：D.Sakama)
14. WELCOME2MYROOM
Produced by DJ JIN
(作詞：S.Sasaki, D.Sakama / 作曲：J.Yamamoto, John Klemmer)
  - 7thシングル。

### 12inch
A-SIDE
1. Rhymester 曰く、
2. だから私は酒を呑む

B-SIDE
1. スタンバイ・チューン
2. フォロー・ザ・リーダー
3. BIG MOUTH

C-SIDE
1. スロー・ラーナー
2. お　ぼ　え　て　い　な　い

D-SIDE
1. グレイゾーン
2. 4'13”